# Culex muruae
Culex muruae är en tvåvingeart som beskrevs av Sirianakarn 1968. Culex muruae ingår i släktet Culex och familjen stickmyggor. Inga underarter finns listade i Catalogue of Life.